# Elecciones generales de Quebec de 1981
Las elecciones generales quebequesas de 1981 se celebraron el de 13 de abril de 1981 en Quebec con el fin de elegir a los diputados de la Asamblea Nacional de la trigésima segunda legislatura. Se trata de la trigésima segunda elección general en esta provincia canadiense desde la creación de la confederación canadiense en 1867. El Partido Quebequés (PQ), en el poder desde 1976 con el primer ministro René Lévesque, llegó de nuevo al poder y formó un gobierno mayoritario.

## Contexto
El Parti québécois (PQ) estaba al poder desde 1976 y acababa de perder el referéndum sobre la soberanía-asociación (1980). A pesar de esta derrota, René Lévesque, todavía jefe del partido, seguía siendo popular en Quebec.
Por su parte, Robert Bourassa (Partido Liberal de Quebec) había dimitido como consecuencia de las elecciones de 1976. Gérard D. Levesque fue designado como jefe interino, luego Claude Ryan fue elegido jefe el 15 de abril de 1978. Claude Ryan llevó una campaña a la antigua, poco telegénica.
Rodrigue Biron, jefe de la Unión Nacional, dimitió del partido el 3 de marzo de 1980 para ser independiente en la Asamblea Nacional, y se unió poco después al PQ. Lo reemplazó Michel Lemoignan, que después fue reemplazado a su vez por Roch LaSalle el 9 de enero de 1981. LaSalle era diputado progresista-conservador en la Cámara de los Comunes de Canadá y había dimitido para dirigir la Unión Nacional. El partido había conseguido un regreso modesto durante la elección precedente.
A causa del plazo de tres años y medio entre las elecciones generales quebequesas de 1976 y el referéndum de 1980, las elecciones tenían lugar cuatro años y cinco meses después de las precedentes, lo que es uno de los intervalos más largos desde la Confederación.

## Desarrollo de la campaña

### Apoyos de la prensa
El 6 de abril de 1981, el periódico Le Devoir publicó su apoyo al Parti Québécois por la voz de su director Jean-Louis Roy. Éste señaló el fracaso del PLQ para imponer su programa y su equipo durante la campaña electoral y subraya el balance positivo del gobierno de René Lévesque sobre temas legislativos y éticos a pesar de que los indicadores económicos fueran mediocres.
La Presse publicó el 11 de abril de 1981  su apoyo al Partido Liberal de Quebec a través de una tribuna de su editor Roger Lemelin, justificando este apoyo por el rechazo de la «social-democracia colectivista» propuesta por el PQ y por el rechazo de la independencia de Quebec.

## Resultados

### Resultados por partidos políticos
|  | 49.3 % |

|  | 46.1 % |

|  | 4.00 % |

|  | 0.36 % |

|  | 1.33 % |

|  | 98.94 % |

|  | 1.06 % |

|  | 100.00 % |

|  | 82.52 % |

### Resultados por cicunscripciones
| - Abitibi-Est : Jean-Paul Bordeleau (PQ) - Abitibi-Ouest : François Gendron (PQ) - Acadie : Thérèse Lavoie-Roux (PLQ) - Anjou : Pierre-Marc Johnson (PQ) - Argenteuil : Claude Ryan (PLQ) - Arthabaska : Jacques Baril (PQ) - Beauce-Nord : Adrien Ouellette (PQ) - Beauce-Sud : Hermann Mathieu (PLQ) - Beauharnois : Laurent Lavigne (PQ) - Bellechasse : Claude Lachance (PQ) - Berthier : Albert Houde (PLQ) - Bertrand : Denis Lazure (PQ) - Bonaventure : Gérard D. Levesque (PLQ) - Bourassa : Patrice Laplante (PQ) - Bourget : Camille Laurin (PQ) - Brome-Missisquoi : Pierre Paradis (PLQ) - Chambly : Luc Tremblay (PQ) - Champlain : Marcel Gagnon (PQ) - Chapleau : John Kehoe (PLQ) - Charlesbourg : Denis de Belleval (PQ) - Charlevoix : Raymond Mailloux (PLQ) - Châteauguay : Roland Dussault (PQ) - Chauveau : Raymond Brouillet (PQ) - Chicoutimi : Marc-André Bédard (PQ) - Chomedey : Lise Bacon (PLQ) - Crémazie : Guy Tardif (PQ) - D'Arcy-McGee : Herbert Marx (PLQ) - Deux-Montagnes : Pierre De Bellefeuille (PQ) - Dorion : Huguette Lachapelle (PQ) - Drummond : Michel Clair (PQ) - Dubuc : Hubert Desbiens (PQ) - Duplessis : Denis Perron (PQ) - Fabre : Michel Leduc (PQ) - Frontenac : Gilles Grégoire (PQ) - Gaspé : Henri Lemay (PQ) - Gatineau : Michel Gratton (PLQ) - Gouin : Jacques Rochefort (PQ) - Groulx : Élie Fallu (PQ) - Hull : Gilles Rocheleau (PLQ) - Huntingdon : Claude Dubois (PLQ) - Iberville : Jacques Beauséjour (PQ) | - Îles-de-la-Madeleine : Denise Leblanc (PQ) - Jacques-Cartier : Joan Mason Dougherty (PLQ) - Jean-Talon : Jean-Claude Rivest (PLQ) - Jeanne-Mance : Michel Bissonnet (PLQ) - Johnson : Carmen Juneau (PQ) - Joliette : Guy Chevrette (PQ) - Jonquière : Claude Vaillancourt (PQ) - Kamouraska-Témiscouata : Léonard Lévesque (PQ) - Labelle : Jacques Léonard (PQ) - Lac-Saint-Jean : Jacques Brassard (PQ) - LaFontaine : Marcel Léger (PQ) - La Peltrie : Pauline Marois (PQ) - Laporte : André Bourbeau (PLQ) - La Prairie : Jean-Pierre Saintonge (PLQ) - L'Assomption : Jacques Parizeau (PQ) - Laurier : Christos Sirros (PLQ) - Laval-des-Rapides : Bernard Landry (PQ) - Laviolette : Jean-Pierre Jolivet (PQ) - Lévis : Jean Garon (PQ) - Limoilou : Raymond Gravel (PQ) - Lotbinière : Rodrigue Biron (PQ) - Louis-Hébert : Claude Morin (PQ) - Maisonneuve : Louise Harel (PQ) - Marguerite-Bourgeoys : Fernand Lalonde (PLQ) - Marie-Victorin : Pierre Marois (PQ) - Marquette : Claude Dauphin (PLQ) - Maskinongé : Yvon Picotte (PLQ) - Matane : Yves Bérubé (PQ) - Matapédia : Léopold Marquis (PQ) - Mégantic-Compton : Fabien Bélanger (PLQ) - Mercier : Gérald Godin (PQ) - Mille-Îles : Jean-Paul Champagne (PQ) - Montmagny-L'Islet : Jacques Leblanc (PQ) - Montmorency : Clément Richard (PQ) - Mont-Royal : John Ciaccia (PLQ) - Nelligan : Clifford Lincoln (PLQ) - Nicolet : Yves Beaumier (PQ) - Notre-Dame-de-Grâce : Reed Scowen (PLQ) - Orford : Georges Vaillancourt (PLQ) - Outremont : Pierre Fortier (PLQ) - Papineau : Mark Assad (PLQ) | - Pontiac : Robert Middlemiss (PLQ) - Portneuf : Michel Pagé (PLQ) - Prévost : Robert Dean (PQ) - Richelieu : Maurice Martel (PQ) - Richmond : Yvon Vallières (PLQ) - Rimouski : Alain Marcoux (PQ) - Rivière-du-Loup : Jules Boucher (PQ) - Robert-Baldwin : John O'Gallagher (PLQ) - Roberval : Michel Gauthier (PQ) - Rosemont : Gilbert Paquette (PQ) - Rousseau : René Blouin (PQ) - Rouyn-Noranda—Témiscamingue : Gilles Baril (PQ) - Saguenay : Lucien Lessard (PQ) - Sainte-Anne : Maximilien Polack (PLQ) - Sainte-Marie : Guy Bisaillon (PQ) - Saint-François : Réal Rancourt (PQ) - Saint-Henri : Roma Hains (PLQ) - Saint-Hyacinthe : Maurice Dupré (PQ) - Saint-Jacques : Claude Charron (PQ) - Saint-Jean : Jérôme Proulx (PQ) - Saint-Laurent : Claude Forget (PLQ) - Saint-Louis : Harry Blank (PLQ) - Saint-Maurice : Yves Duhaime (PQ) - Sauvé : Jacques-Yvan Morin (PQ) - Shefford : Roger Paré (PQ) - Sherbrooke : Raynald Fréchette (PQ) - Taillon : René Lévesque (PQ) - Taschereau : Richard Guay (PQ) - Terrebonne : Yves Blais (PQ) - Trois-Rivières : Denis Vaugeois (PQ) - Ungava : Marcel Lafrenière (PQ) - Vachon : David Payne (PQ) - Vanier : Jean-François Bertrand (PQ) - Vaudreuil-Soulanges : Daniel Johnson (hijo) (PLQ) - Verchères : Jean-Pierre Charbonneau (PQ) - Verdun : Lucien Caron (PLQ) - Viau : William Cusano (PLQ) - Viger : Cosmo Maciocia (PLQ) - Vimont : Jean-Guy Rodrigue (PQ) - Westmount : Richard French (PLQ) |

## Sondeos
Véase Liste de sondages sur les élections générales québécoises de 1981.